# إرنست آدم (سياسي)
إرنست آدم هو محامي وسياسي بلجيكي، ولد في 8 نوفمبر 1899 في لوكسمبورغ في بلجيكا، وتوفي بنفس المكان في 5 أغسطس 1985. انتخب عضو مجلس الشيوخ البلجيكي وانتخب عضو مجلس النواب من بلجيكا.